# Chrysophyllum cainito
Chrysophyllum cainito L., 1753, è un albero appartenente alla famiglia Sapotaceae, che è coltivato per la produzione del suo frutto, la cainetta (traslitterazione in italiano del termine spagnolo "cainito"), e che viene detto anche "melastella" (per via della stella che appare nella polpa, tagliando trasversalmente il frutto).
Altri nomi con cui il frutto è noto sono "star apple" nei Paesi anglofoni, "pomme de lait" nei Paesi francofoni, "abiaba" in Messico. Altrove viene chiamato anche  "caimito", "ajara", "macoucou" e "aguay". Anticamente il genere a cui apparteneva la specie era denominato "Achras".
La specie non va confusa col caimito (Pouteria caimito), appartenente alla stessa famiglia.

## Descrizione

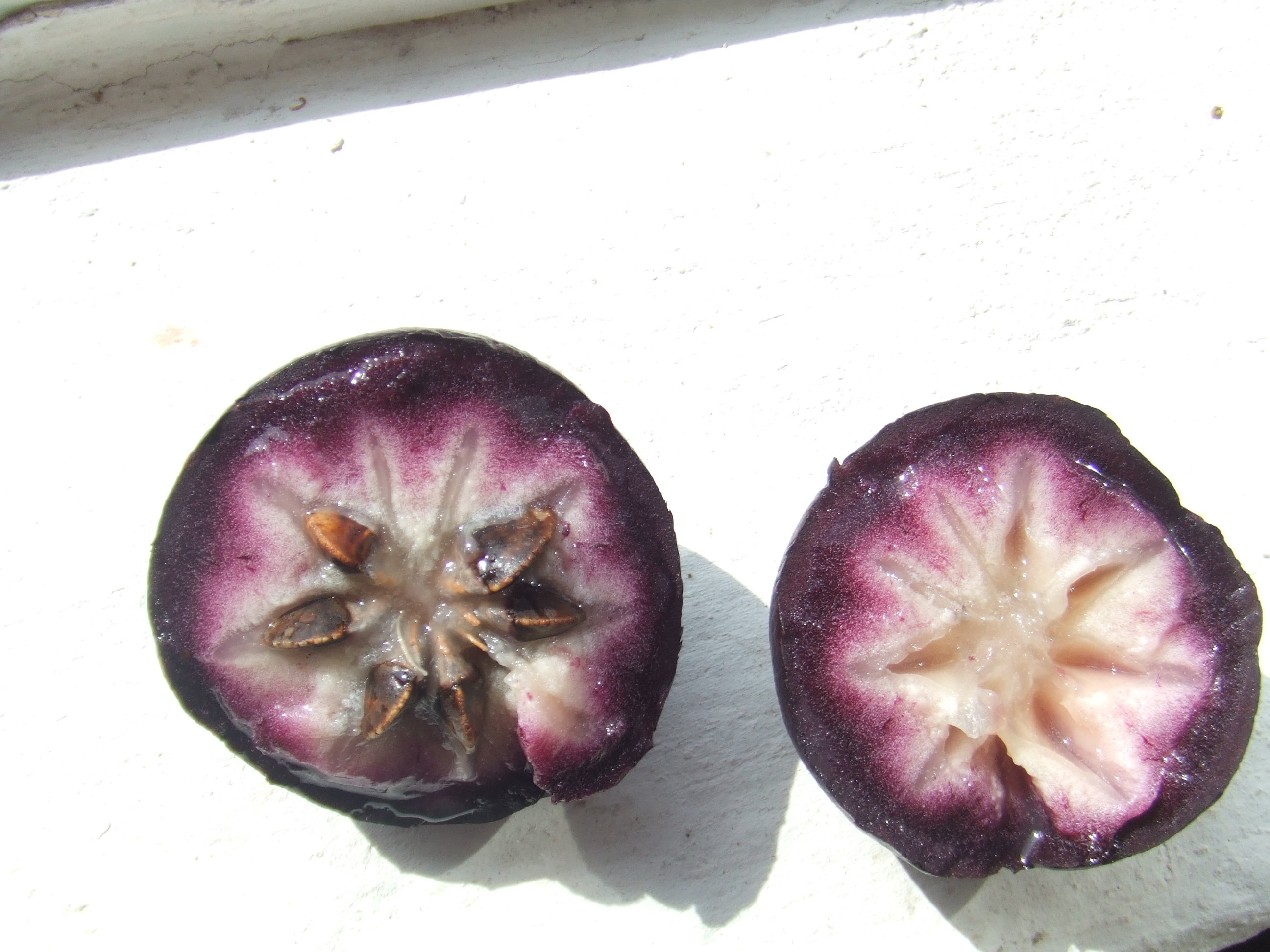
Cainette tagliate a metà

L'albero della cainetta può raggiungere i 30 m di altezza e cresce velocemente. Il suo tronco raggiunge al massimo 1 m di circonferenza ed è corto con rami che si sviluppano subito in larghezza e danno un aspetto espanso. Il legno essuda lattice come altre Sapotaceae. È molto decorativo per via delle sue foglie verdi brillanti nella parte superiore e di color oro in quella inferiore; esse sono perenni, ovali, lunghe circa 10 cm e larghe 5 cm. I fiori sono piccoli, da gialli a rosa.
Il cainetto inizia a produrre frutti dal settimo anno ed è autofertile. Essi misurano 6–8 cm, sono rotondi ed hanno una buccia che può essere di colore viola o verde, a seconda della varietà, che contiene molto lattice e non è commestibile. I semi sono 5-10, marroni, gelatinosi e duri.
La polpa dei frutti, di colore variabile dal viola chiaro al bianco, è succosa, dissetante e di aroma delizioso, che rende la cainetta uno tra i migliori frutti del tropico americano.

## Distribuzione e habitat
L'albero è originario di Panama, ed oggi è ampiamente diffuso dal Sud del Messico al nord dell'Argentina, ma la sua regione di maggiore diffusione sono i Paesi dell'America istmica, in particolare la Costa Rica, dove ha il ruolo di frutto più pregiato, similarmente al mangostano nel Sudest Asiatico. Altrove il frutto è coltivato in vari Stati dell'Africa tropicale, in Vietnam, nel Sud dell'India, a Ceylon, ma prevalentemente per il valore decorativo dell'albero in parchi e viali. Nelle Filippine, invece, è frequente nei mercati e molto apprezzato. Il frutto per il suo valore pregiato viene coltivato anche nel Nord dell'Australia, ma su scala molto limitata, come anche in Florida e alle Hawaii. Una diffusione su larga scala è limitata dal fatto che per sviluppare il suo eccellente aroma la cainetta deve maturare sull'albero ed è anche poco resistente ai trasporti, per questo è ancora pressoché introvabile nei mercati dell'Europa.
Chrysophyllum cainito è un fruttifero tropicale diffuso nei climi caldo umidi a latitudine inferiore a 25 N e 20 S. Sembra adattarsi anche ad alcuni ambienti subtropicali, infatti produce bene in Florida e nel Nord dell'Argentina. In ogni caso soffre eccessivamente periodi prolungati di temperature vicine a 0 °C, mentre piante adulte vengono uccise già a -2 °C, il che rende difficile quasi ovunque la sua coltivazione all'aperto alle latitudini del Mediterraneo.

## Varietà
La cainetta si divide in due macrovarietà. Quella viola ha scorza più spessa e polpa più soda e scura, quella verde ha scorza fine e polpa più liquida e chiara. In Florida è occasionalmente allevata una cultivar a frutto morato chiamata "Haitian Star Apple", con semenzali originari di Haiti, che è quella che si trova sporadicamente presente nei mercati di Miami: questa produce frutti di 7 cm, di ottimo sapore e di forma regolarmente sferica.